# Bartiébougou
Bartiébougou ist sowohl eine Gemeinde (französisch commune rurale) als auch ein dasselbe Gebiet umfassendes Departement im westafrikanischen Staat Burkina Faso, in der Region Est und der Provinz Komondjari. Die Gemeinde hat 16.067 Einwohner.